# Trinkhall Museum
Das Trinkhall Museum (ehemals MADmusée: „Musée d’art différencié“) ist ein 1998 gegründetes Museum für zeitgenössische Kunst im Parc d’Avroy im Zentrum von Lüttich in der Wallonischen Region. Das Museum sammelt und zeigt Werke von Künstlern mit einer geistigen Behinderung oder einer psychischen Erkrankung, die sich der Art brut zurechnen lassen. Der Name des Museums geht auf das Café Trinkhall zurück, das von 1880 bis 1961 am selben Ort stand. 

## Museum
Den Grundstein der Sammlung legte der Künstler Luc Boulangé 1979 mit der Gründung der gemeinnützigen Organisation Créahm („Creativité et handicap mental“) in Lüttich, die zum Ziel hatte, Kunstformen von Menschen mit geistiger Behinderung in nicht therapeutisch oder beschäftigungstechnisch ausgerichteten Workshops zu fördern, die von bildenden und darstellenden Künstlern geleitet werden. Der Verein veranstaltete ab 1980 Wechsel- und Wanderausstellungen. Daraus entstand 1994 das Centre de jour Créahm Liège, ein Tageszentrum mit künstlerischen Angeboten in fast allen Bereichen der bildenden Kunst sowie das Centre d’Art Différencié, aus dem 1998 das MADmusée mit angeschlossenem Forschungszentrum wurde und das 2020 als Trinkhall Museum neu eröffnete. Das Konzept der Einordnung als „Art situé“ soll die Sammlung von den gängigen Begriffen „Outsider Art“ und „Art brut“ abgrenzen und unterstreichen, dass die künstlerischen Arbeiten in Ateliers geschaffen und nicht im Rahmen von Psycho- oder Beschäftigungstherapien erstellt werden. Das Museum versteht sich als Ausstellungsort zeitgenössischer Kunst, die nicht auf den Kontext von „Behinderung“ eingegrenzt ist.
Die Werke stammen von belgischen und internationalen Kunstschaffenden. Die Sammlung umfasst Gemälde und Zeichnungen, Skulpturen und Gravuren, Fotografie sowie textile Kreationen. Das Museum zeigt auf mehr als 400 Quadratmetern Kunstwerke aus der jahrzehntelangen Sammlungstätigkeit des Vereins Créahm und Wechselausstellungen auf 200 Quadratmetern Sonderfläche. Die Ausstellungen mit verschiedenen Schwerpunkten zeigen jeweils eine Auswahl der rund 3500 Exponate der Sammlung. Daneben wurden durch den 2020 abgeschlossenen Umbau ein Buchhandlungsbereich, die Bibliothek, ein Dokumentationszentrum, ein Tagungs- und Bildungsbereich, Künstlerateliers sowie Räumlichkeiten für die konservatorische Aufbewahrung von Werken geschaffen bzw. vergrößert. Im Erdgeschoss befindet sich ein Café-Restaurant mit zum Park offener Terrasse. Die ehemalige Dachterrasse dient als Ausstellungsfläche.
Ausstellungen (Auswahl):
- 2024/25: Modesties d’André Wostijn
- 2024/25: À l’œuvre
- 2023/24: Un journal intime – Serge Delaunay
- 2023/24: L’événement d’être là – Des lieux pour exister #2
- 2023: Un art de vivre – Michel Petiniot
- 2022/23: Peindre – Paul Duhem
- 2022/23: Des lieux pour exister
- 2022: D’entrée de jeu… – Jean-Marie Heyligen
- 2022: Des visages et des lieux – Pedro Ribeiro
- 2021/22: La fabrique des images – Pierre De Peet
- 2021/22: Emportés par la foule... – Pascal Tassini
- 2021: V comme visages, V comme Vandycke. La Boverie
- 2020/21: Visages Frontières[4][6][8]

## Gebäude
Der Name des Museums geht auf das Café Trinkhall im maurischen Stil mit zwei Kuppeln aus Kupfer zurück, das von 1880 bis 1961 am selben Ort stand. Das vom Architekten A. Renier entworfene Gebäude hatte einen Tanzsaal, acht Billardtische, eine Terrasse und ab 1885 wurden in einem weiteren Saal die ersten Kinematographievorführungen in Lüttich dargeboten. Es wurde 1908 durch einen Brand im Kinosaal weitgehend beschädigt, 1910 restauriert und stand anschließend dem Fremdenverkehrsamt von Lüttich, der Société des Amis du Vieux-Liège und Pfadfindergruppen zur Verfügung. Zu Beginn des Ersten Weltkriegs 1914 befanden sich dort Büros der Versorgungsämter. 1918 demontierten deutsche Soldaten alle Metallelemente von den Kuppeln und dem Dach. Nach dem Krieg wurde das Dach 1921 repariert, doch die Überschwemmungen durch das Maas-Hochwasser im Winter 1925/1926 zerstörten das Gebäude erneut. Der fortschreitenden Verfall des Gebäudes führte 1961 zum Beschluss der Stadtverwaltung, es abzureißen.

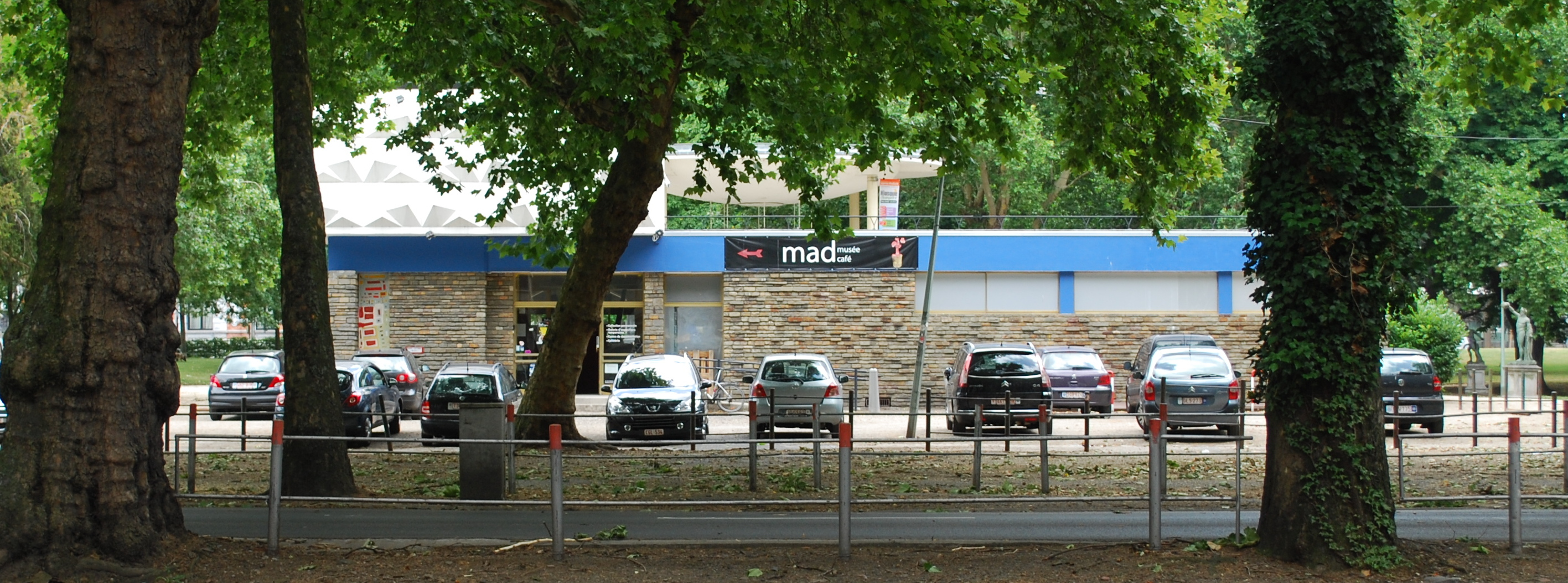
MADmusée, 2010

Im Jahr 1963 wurde dort ein durch den Architekten Maurice Chalant geplantes Gebäude, ein Luxusrestaurant mit Tanzsaal und großer Panorama-Dachterrasse, errichtet, das die Stadt 1982 wegen Renovierungsbedürftigkeit schloss. In das verlassene Haus zog trotz der Androhung der Räumung Boulangé mit seinem Verein Créahm ein, der provisorische Ausstellungsräume und Workshops für Künstler mit geistigen Behinderungen einrichtete. Aus dem Vereinssitz und dem gleichzeitigen Ausstellungsraum des Créahm wurde das vom Verein gegründete MADmusée und MADcafé.

### Umbau
2008 rief die Stadt Lüttich als Eigentümerin einen Architekturwettbewerb aus, der als Anforderung die Verdoppelung der Grundfläche auf 1800 Quadratmeter und eine umfassende energetische Sanierung vorgab. Ab 2017 wurde das Haus unter Trägerschaft der Stadt Lüttich und des Vereins Créahm mit einem Budget von 2.500.000 Euro renoviert, umgestaltet und erweitert.

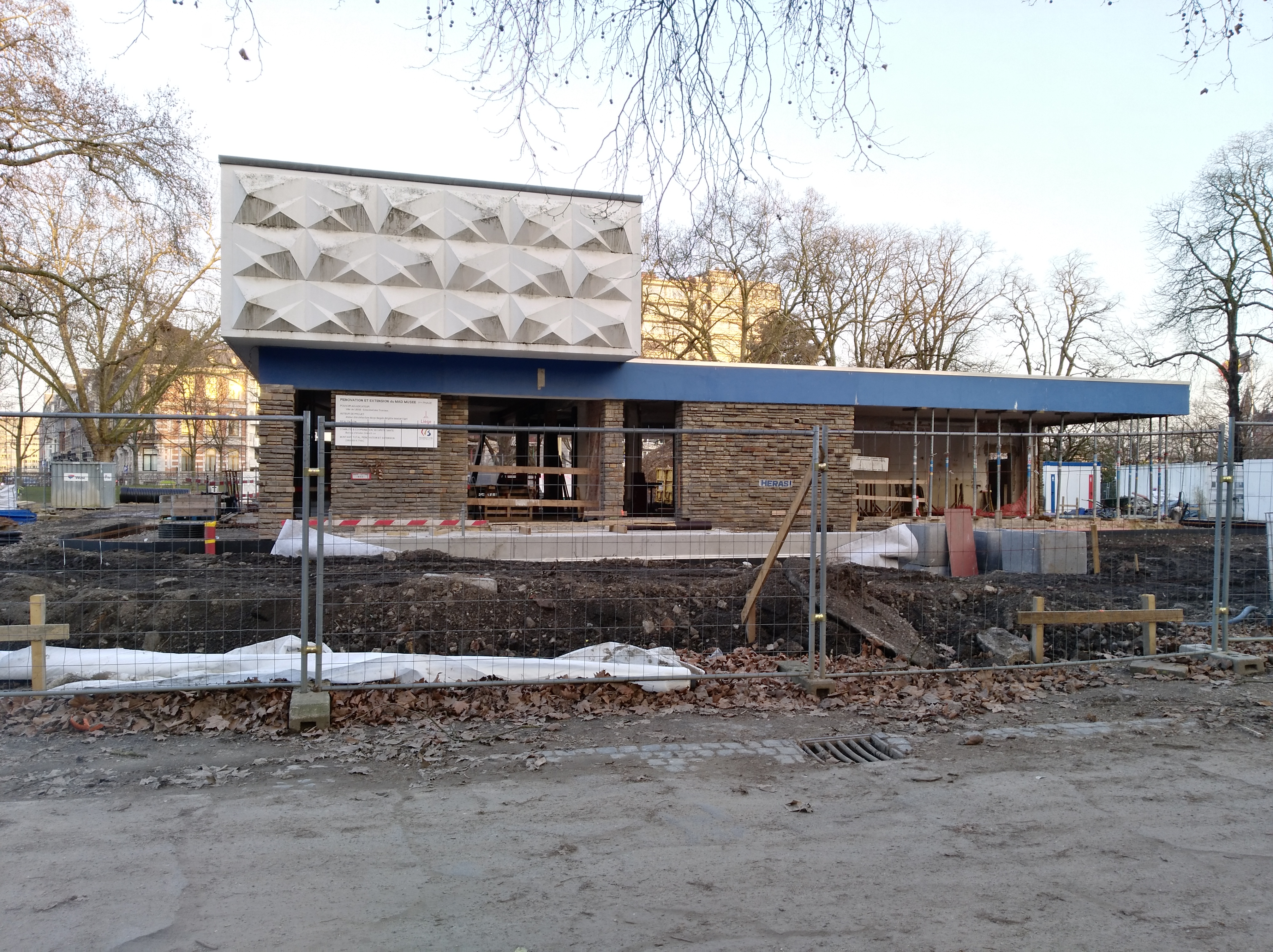
Umbauarbeiten, 2018

Angenommen wurde der Entwurf des Architekturbüros Beguin-Massart, das den bestehenden Pavillon in einer leicht vergrößerten, durchscheinenden Hülle aus mehrschichtigen Platten aus Polycarbonat umschließt. Sie besteht aus einer einundzwanzig Meter langen Stahlgitterkonstruktion, die an den Rändern von Säulen getragen wird. Aufgrund der Lichtdurchlässigkeit der Außenhülle leuchtet der Museumsbau im Dunkeln. Im Erdgeschoss bildet das neue Gebäude einen umlaufenden Bereich um den alten Pavillon und verbindet in den neu geschaffenen Randräumen den Eingang, die Buchhandlung, die temporäre Ausstellungsgalerie, die Bibliothek, das Café, die Sanitäranlagen und die Treppenaufgänge. Im ersten Stock befinden sich im ursprünglichen Pavillon die Büros und die Ateliers. Die alte, nun vom Neubau überdachte und eingeschlossene Dachterrasse bildet die neue Ausstellungsfläche. Eine neu gebaute pilzförmige Betonsäule enthält einen zusätzlichen runden Ausstellungsraum. Im Keller befinden sich Lager- und Wirtschaftsräume des Museums. Große Fenster ermöglichen den Blick auf den Park und Einblicke in das Innere des Museums mit dem Pavillon aus den 1960er Jahren, dessen originale Backsteinmauerwände weiterhin sichtbar sind.
Im Juni 2020 wurde der neue Museumsbau unter dem Namen Trinkhall Museum mit dem angeschlossenen Trinkhall Café by MADcafé eröffnet. Das Projekt war für den Preis der Europäischen Union für zeitgenössische Architektur 2022 nominiert, ebenso für den Simon Architecture Prize in der Kategorie „Living places“ und 2021 für den Grand Prix d’Architecture de Wallonie in der Kategorie „Bâtiments non résidentiels“.